# Jean-Pierre Bemba

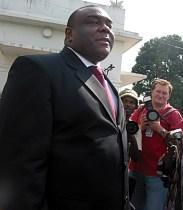
Jean-Pierre Bemba, 2006

Jean-Pierre Bemba Gombo (nascido em 4 de novembro de 1962)  é um político da República Democrática do Congo. Foi um dos quatro vice-presidentes do Governo de Transição da República Democrática do Congo de 17 de julho de 2006 a dezembro de 2008. Bemba também lidera o Movimento de Libertação do Congo (MLC), um grupo rebelde que se tornou partido político. Em janeiro de 2009, foi eleito para o Senado.
Ele foi preso perto de Bruxelas em 24 de maio de 2009 com base num mandado de detenção emitido pelo Tribunal Penal Internacional.   Apesar de ter sido originalmente denunciado por três acusações de crimes contra a humanidade e cinco acusações de crimes de guerra,  em outubro 2010, o TPI reduziu o processo para duas acusações de crimes contra a humanidade e três acusações de crimes de guerra.  Em 21 de março de 2016, ele foi condenado por essas acusações. 